# You'll Never Get Rich
 You'll Never Get Rich és una pel·lícula musical estatunidenca dirigida per Sidney Lanfield, estrenada el 1941. Protagonitzada per Fred Astaire, Rita Hayworth, Robert Benchley, Cliff Nazarro, amb música i lletra de Cole Porter. El títol prové d'una vella cançó de l'exèrcit que inclou la tornada "You'll never get rich / by digging a ditch / you're in the Army.
Va ser el primer paper que protagonitzava Hayworth en una pel·lícula de gran pressupost amb la Columbia Pictures. Mentre estava produint-se la pel·lícula, la revista Life Magazine la va posar en portada, i a dins una foto de la Hayworth que s'agenolla en un llit en camisa de dormir, que aviat esdevindria un dels pòsters més àmpliament difosos de tots els temps. Hayworth, una ballarina amb talent i sensualitat de sorprenent gràcia natural i bellesa, cooperava amb entusiasme amb els assajos intensos d'Astaire, i més tard comentaria: "Les úniques alegries de la meva vida són les pel·lícules que vaig fer amb Fred Astaire". El film va tenir molt èxit a la taquilla, convertint Hayworth en una gran estrella, i proporcionant una benvinguda estimulant a Astaire que sentia que la seva carrera havia decaigut després de trencar amb Ginger Rogers.

## Argument
Un productor d'espectacles, Martin Cortland, és molt sensible a l'encant de les seves ballarines. Per conquerir una d'elles, Sheila Winthrop, decideix oferir-li un braçalet gravat amb el seu nom. Però la dona del productor descobreix el braçalet i l'amenaça de divorci. Martin demana llavors al seu coreògraf Robert Curtis que declari que el braçalet li pertany i que està enamorat de Sheila. Robert vol oferir el braçalet a Sheila però les coses es compliquen quan descobreix que la noia és promesa amb un oficial de l'exèrcit.

## Repartiment
- Fred Astaire: Robert Curtis
- Rita Hayworth: Sheila Winthrop
- Robert Benchley: Martin Cortland
- Frieda Inescort: Julia Cortland
- John Hubbard: Capità Tom Barton
- Osa Massen: Sonya
- Guinn Williams: Kewpie Blain
- Ann Shoemaker: Sra. Barton
- Martha Tilton: Cantant (The Wedding Cake Walk)
- Lucius Brooks, Leon Buck, Rudolph Hunter, John Porter: The Foun Tones (Since I Kissed My Baby Goodbye)

## Números musicals
- Rehearsal Duet - Instrumental
- Boogie Barcarolle - Robert & Cor 
Número ballat per Fred Astaire i Rita Hayworth.
- Shootin' The Works For Oncle Sam - Robert & Cor
Número cantat i ballat per Fred Astaire.
- Since I Kissed My Baby Goodbye - The Four Tones
 Número ballat per Fred Astaire.
- March Milastaire (A-Stairable Rag) – Instrumental
Número ballat per Fred Astaire.
- So Near and Yet So Far - Robert
Número cantat i ballat per Fred Astaire i ballat per Rita Hayworth.
- The Wedding Cake Walk - Martha Tilton & Cor
Número ballat per Fred Astaire i Rita Hayworth.
- Dream Dancing - Gwen Kenyon (no-utilitzat)

## Nominacions
- 1941. Oscar a la millor cançó original per Cole Porter (Since I Kissed My Baby Goodbye)
- 1941. Oscar a la millor direcció musical per Morris Stoloff

## Al voltant de a pel·lícula
- Aquesta pel·lícula és la primera en la qual Fred Astaire és el company de Rita Hayworth. El 1942, s'associen de nou per a You Were Never Lovelier.